# Frederik IX.
Frederik IX. (Christian FREDERIK Franz Michael Carl Valdemar Georg; 11. března 1899, Sorgenfri – 14. ledna 1972, Kodaň) byl dánský král vládnoucí v letech 1947–1972.

## Život
Narodil se 11. března 1899 na zámku Sorgenfri jako první dítě krále Kristiána X. a jeho manželky Alexandriny Meklenbursko-Zvěřínské. Velmi mladý nastoupil do námořní školy. Několik let sloužil jako podřízený důstojník a následně obdržel velení v dánském loďstvu. V dubnu 1947 nastoupil po svém otci na trůn; vzápětí vyvstala otázka následnictví, neboť neměl mužského potomka – byl otcem tří dcer. Podle stávajících pravidel by tedy následníkem měl být jeho mladší bratr, princ Knud, jenž v té době měl vedle nejstarší dcery i dva syny. O následnictví veřejnost i parlament dlouze diskutoval. Nakonec v roce 1953 se v tomto směru přepracovala ústava: byl zaveden jednokomorový parlament a zákon o nástupnictví upraven tak, že do nároku na trůn zahrnul i ženy. Tyto změny však musely před uzákoněním projít celým parlamentem a referendem.
Frederik IX. odboural všechny bariéry mezi královskou rodinou a lidem a se svou ženou vedl život spíše měšťanský než královský. Byl velkým milovníkem hudby, a to nejen pasivním, ale i aktivním – byl skvělým pianistou a pravidelně dirigoval Královský kostelní orchestr a Symfonický orchestr dánského rozhlasu. Jörgen Hoeber, dirigent orchestru Královského divadla, o něm dokonce prohlásil, že kdyby Frederik nebyl králem, byl by jedním z nejlepších dánských dirigentů. Byl nositelem Podvazkového řádu, nejstaršího řádu Britského impéria.

## Manželství
V roce 1922 se měl oženit s řeckou princeznou Olgou, dcerou knížete Nikolase Řeckého, protože to však byla jeho sestřenice z druhého kolena (jejich dědové, Frederik VIII. a Jiří I. Řecký byli bratři, synové tzv. „tchána Evropy“ Kristiána IX.), ze sňatku sešlo. Oženil se až 24. května 1935 se švédskou princeznou Ingrid, s níž ho sice rovněž pojily příbuzenské vztahy, avšak již ne tak blízké: v příbuzenské linii od švédského krále Oskara I. byli třetí bratranci a v linii od ruského cara Pavla I. byl Frederik bratrancem Ingridiny matky.
Z jejich manželství vzešly tři dcery:
- 1. Markéta II. (* 16. 4. 1940 Amalienborg), bývalá dánská královna vládnoucí mezi lety 1972 až 2024
  - ⚭ 1967 Henrik (11. 6. 1934 Talence – 13. 2. 2018 Fredensborg), celým jménem Henri Marie Jean André de Laborde de Monpezat, hrabě z Monpezatu, princ-manžel, diplomat
- 2. Benedikta (* 29. 4. 1944 Amalienborg)
  - ⚭ 1968 Richard, 6. kníže ze Sayn-Wittgenstein-Berleburg (29. 10. 1934 Gießen – 13. 3. 2017, Bad Berleburg)
- 3. Anna Marie (* 30. 8. 1946 Amalienborg) – manželka řeckého krále Konstantina II. a jako taková řecká královna v letech 1964 až 1974
  - ⚭ 1964 Konstantin II. Řecký (* 2. 6. 1940 - 10.1.2023), král řecký vládnoucí od roku 1964 de iure do roku 1973, de facto však vládl jen do roku 1967, kdy opustil Řecko

Frederik zemřel 14. ledna 1972 ve věku sedmdesáti tří let na zápal plic v městské nemocnici v Kodani. Na trůn po něm nastoupila jeho nejstarší dcera jako královna Markéta II.
Oficiální titul Frederika IX. byl:
Frederik IX., z milosti Boží, král Dánska, Wendů a Gothů, vévoda Šlesvický, Holštýnský, Stormarnský, Dithmarschenský, Lauenburský a Oldenburský.

## Vývod z předků
|                |                                               |  |                                       |                                   |  |  |  |  |  |  |  | Fridrich Vilém Glücksburský |
|                |                                               |  |                                       |                                   |  |  |  |  |  |  |  |                             |
|                | Kristián IX.                                  |  |                                       |                                   |  |  |  |  |  |  |  |                             |
|                |                                               |  |                                       |                                   |  |  |  |  |  |  |  |                             |
|                |                                               |  |                                       | Luisa Karolina Hesensko-Kasselská |  |  |  |  |  |  |  |                             |
|                |                                               |  |                                       |                                   |  |  |  |  |  |  |  |                             |
|                | Frederik VIII.                                |  |                                       |                                   |  |  |  |  |  |  |  |                             |
|                |                                               |  |                                       |                                   |  |  |  |  |  |  |  |                             |
|                |                                               |  |                                       | Vilém Hesensko-Kasselský          |  |  |  |  |  |  |  |                             |
|                |                                               |  |                                       |                                   |  |  |  |  |  |  |  |                             |
|                | Luisa Hesensko-Kasselská                      |  |                                       |                                   |  |  |  |  |  |  |  |                             |
|                |                                               |  |                                       |                                   |  |  |  |  |  |  |  |                             |
|                |                                               |  |                                       | Luisa Šarlota Dánská              |  |  |  |  |  |  |  |                             |
|                |                                               |  |                                       |                                   |  |  |  |  |  |  |  |                             |
|                | Kristián X.                                   |  |                                       |                                   |  |  |  |  |  |  |  |                             |
|                |                                               |  |                                       |                                   |  |  |  |  |  |  |  |                             |
|                |                                               |  |                                       | Oskar I.                          |  |  |  |  |  |  |  |                             |
|                |                                               |  |                                       |                                   |  |  |  |  |  |  |  |                             |
|                | Karel XV.                                     |  |                                       |                                   |  |  |  |  |  |  |  |                             |
|                |                                               |  |                                       |                                   |  |  |  |  |  |  |  |                             |
|                |                                               |  |                                       | Joséphine de Beauharnais mladší   |  |  |  |  |  |  |  |                             |
|                |                                               |  |                                       |                                   |  |  |  |  |  |  |  |                             |
|                | Luisa Švédská                                 |  |                                       |                                   |  |  |  |  |  |  |  |                             |
|                |                                               |  |                                       |                                   |  |  |  |  |  |  |  |                             |
|                |                                               |  |                                       | Frederik Nizozemský               |  |  |  |  |  |  |  |                             |
|                |                                               |  |                                       |                                   |  |  |  |  |  |  |  |                             |
|                | Luisa Oranžsko-Nasavská                       |  |                                       |                                   |  |  |  |  |  |  |  |                             |
|                |                                               |  |                                       |                                   |  |  |  |  |  |  |  |                             |
|                |                                               |  |                                       | Luisa Pruská                      |  |  |  |  |  |  |  |                             |
|                |                                               |  |                                       |                                   |  |  |  |  |  |  |  |                             |
| 'Frederik IX.' |                                               |  |                                       |                                   |  |  |  |  |  |  |  |                             |
|                |                                               |  |                                       |                                   |  |  |  |  |  |  |  |                             |
|                |                                               |  | Pavel Fridrich Meklenbursko-Zvěřínský |                                   |  |  |  |  |  |  |  |                             |
|                |                                               |  |                                       |                                   |  |  |  |  |  |  |  |                             |
|                | Bedřich František II. Meklenbursko-Zvěřínský  |  |                                       |                                   |  |  |  |  |  |  |  |                             |
|                |                                               |  |                                       |                                   |  |  |  |  |  |  |  |                             |
|                |                                               |  |                                       | Alexandrina Pruská                |  |  |  |  |  |  |  |                             |
|                |                                               |  |                                       |                                   |  |  |  |  |  |  |  |                             |
|                | Bedřich František III. Meklenbursko-Zvěřínský |  |                                       |                                   |  |  |  |  |  |  |  |                             |
|                |                                               |  |                                       |                                   |  |  |  |  |  |  |  |                             |
|                |                                               |  |                                       | Jindřich LXIII. Reuss-Köstritz    |  |  |  |  |  |  |  |                             |
|                |                                               |  |                                       |                                   |  |  |  |  |  |  |  |                             |
|                | Augusta Reuss Köstritz                        |  |                                       |                                   |  |  |  |  |  |  |  |                             |
|                |                                               |  |                                       |                                   |  |  |  |  |  |  |  |                             |
|                |                                               |  |                                       | Eleonora ze Stolbergu-Wernigerode |  |  |  |  |  |  |  |                             |
|                |                                               |  |                                       |                                   |  |  |  |  |  |  |  |                             |
|                | Alexandrina Meklenbursko-Zvěřínská            |  |                                       |                                   |  |  |  |  |  |  |  |                             |
|                |                                               |  |                                       |                                   |  |  |  |  |  |  |  |                             |
|                |                                               |  |                                       | Mikuláš I. Ruský                  |  |  |  |  |  |  |  |                             |
|                |                                               |  |                                       |                                   |  |  |  |  |  |  |  |                             |
|                | Michail Nikolajevič Ruský                     |  |                                       |                                   |  |  |  |  |  |  |  |                             |
|                |                                               |  |                                       |                                   |  |  |  |  |  |  |  |                             |
|                |                                               |  |                                       | Šarlota Pruská                    |  |  |  |  |  |  |  |                             |
|                |                                               |  |                                       |                                   |  |  |  |  |  |  |  |                             |
|                | Anastázie Michailovna Ruská                   |  |                                       |                                   |  |  |  |  |  |  |  |                             |
|                |                                               |  |                                       |                                   |  |  |  |  |  |  |  |                             |
|                |                                               |  |                                       | Leopold I. Bádenský               |  |  |  |  |  |  |  |                             |
|                |                                               |  |                                       |                                   |  |  |  |  |  |  |  |                             |
|                | Cecilie Bádenská                              |  |                                       |                                   |  |  |  |  |  |  |  |                             |
|                |                                               |  |                                       |                                   |  |  |  |  |  |  |  |                             |
|                |                                               |  |                                       | Žofie Vilemína Švédská            |  |  |  |  |  |  |  |                             |
|                |                                               |  |                                       |                                   |  |  |  |  |  |  |  |                             |